# Eleição municipal de Santa Maria em 2008
A eleição municipal da cidade brasileira de Santa Maria em 2008 ocorreu em 5 de outubro de 2008. O prefeito era Valdeci Oliveira, do PT, que terminaria seu mandato em 1 de janeiro de 2009. Cezar Schirmer, do PMDB, foi eleito prefeito de Santa Maria ainda no primeiro turno.

## Candidatos
|  | Nº | Candidato(a) a prefeito | Candidato(a) a prefeito                         | Candidato(a) a vice-prefeito | Candidato(a) a vice-prefeito                    | Coligação |
|  | -- | ----------------------- | ----------------------------------------------- | ---------------------------- | ----------------------------------------------- | --- |
|  | 13 |                         | Paulo Pimenta (PT) Paulo Roberto Severo Pimenta |                              | Dr. Ovídio Mayer (PTB) Ovídio da Silva Mayer    | Santa Maria não pode parar-Frente Popular Trabalhista - Partido dos Trabalhadores (PT) - Partido Trabalhista Brasileiro (PTB) - Partido da Mobilização Nacional (PMN) - Partido Social Cristão (PSC) - Partido Humanista da Solidariedade (PHS) - Partido Socialista Brasileiro (PSB) - Partido da República (PR) - Partido Trabalhista Cristão (PTC) - Partido Comunista do Brasil (PCdoB) - Partido Republicano Brasileiro (PRB) |
|  | 15 |                         | Cezar Schirmer (PMDB) Cezar Augusto Schirmer    |                              | José Haidar Farret (PP) José Haidar Farret      | Juntos por uma Santa Maria Melhor - Partido do Movimento Democrático Brasileiro (PMDB) - Partido Progressista (PP) - Partido da Social Democracia Brasileira (PSDB) - Democratas (DEM) - Partido Popular Socialista (PPS) - Partido Verde (PV) - Partido Trabalhista Nacional (PTN) |
|  | 50 |                         | Sandra Feltrin (PSOL) Sandra Luiza Feltrin      |                              | Lilian Vinadé (PCB) Maria Lilian Barrios Vinadé | Frente de Esquerda - Partido Socialismo e Liberdade (PSOL) - Partido Comunista Brasileiro (PCB) - Partido Socialista dos Trabalhadores Unificado (PSTU) |

## Resultado da eleição para prefeito
| Cezar Schirmer (PMDB)   | Haidar Farret (PP)      | 80.989  | 53,98%  |
| Paulo Pimenta (PT)      | Ovídio Mayer (PTB)      | 58.700  | 39,12%  |
| Sandra Feltrin (PSOL)   | Lilian Vinadé (PCB)     | 10.360  | 6,90%   |
| Total de votos válidos  | Total de votos válidos  | 150.049 | 100,00% |
| Votos apurados          |                         |         |         |
| Votos válidos           | Votos válidos           | 150.049 | 95,05%  |
| Votos em branco         | Votos em branco         | 3.457   | 2,19%   |
| Votos nulos             | Votos nulos             | 4.356   | 2,76%   |
| Total de votos apurados | Total de votos apurados | 157.862 | 100,00% |
| Eleitores               |                         |         |         |
| Comparecimento          | Comparecimento          | 157.862 | 84,08%  |
| Abstenções              | Abstenções              | 29.888  | 15,92%  |
| Total de eleitores      | Total de eleitores      | 187.750 | 100,00% |
| Total de seções: 549    |                         |         |         |